# Joseph Jastrow

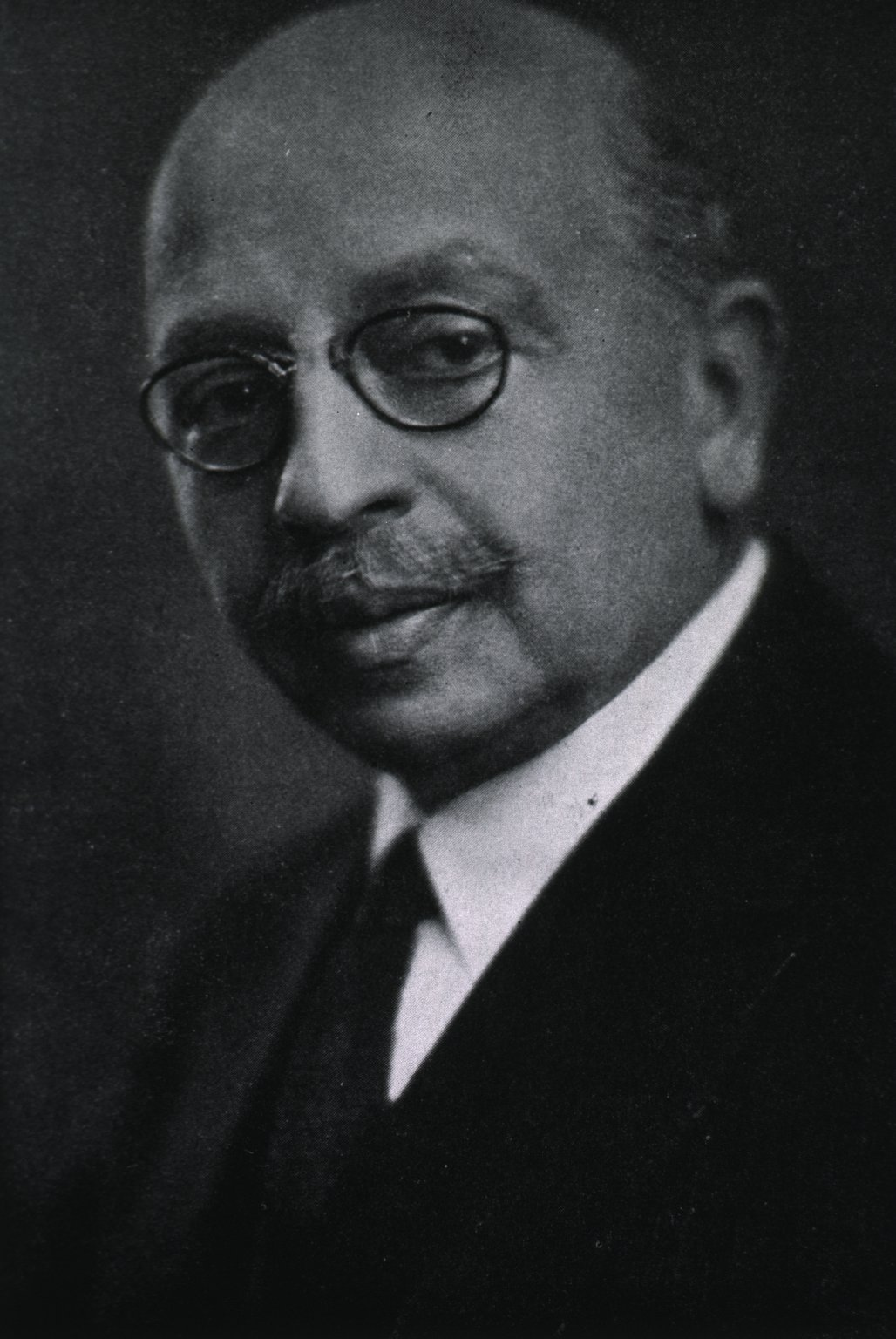
Joseph Jastrow

Joseph Jastrow (* 30. Januar 1863 in Warschau; † 8. Januar 1944 in Stockbridge) war ein US-amerikanischer Psychologe.

## Leben
Jastrow kam 1866 als Sohn des Rabbiners Marcus Jastrow in die USA. Er promovierte 1887 bei Granville Stanley Hall – als erster Wissenschaftler in den USA im Fach Psychologie. 1888 bekam er einen Ruf an die University of Wisconsin–Madison. Den dortigen Lehrstuhl für Psychologie baute Jastrow auf und behielt ihn bis 1927. Von 1927 bis 1933 unterrichtete er an der New School for Social Research in New York City.
1893 war Jastrow Leiter der Abteilung Psychologie bei der World’s Columbian Exposition. 1900 war er Präsident der American Psychological Association.
Er ist Autor mehrerer Fachbücher und populärwissenschaftlicher Bücher über Sigmund Freud, über Parapsychologie und Allgemeine Psychologie. Jastrow war Mitherausgeber von Psychological Review und weiteren wissenschaftlichen und populärwissenschaftlichen Zeitschriften.
1892 kreierte er die Jastrow-Illusion, die speziell von Zauberkünstlern bis heute eingesetzt wird.
Joseph Jastrow war verheiratet mit Rachel Szold, der Schwester von Henrietta Szold.

## Schriften (Auswahl)
- The Time-Relations of Mental Phenomena. N. D. C. Hodges, New York NY 1890, (Digitalisat).
- Aspects of Modern Psychology. In: Hermann Oldenberg, Joseph Jastrow, Carl Heinrich Cornill: Epitomes of Three Sciences. Comparative Philology, Psychology, and Old Testament History. The Open Court Publishing Company, Chicago IL 1890, S. 57–100.
- Fact and Fable in Psychology. Houghton, Mifflin and Company, Boston MA u. a. 1900, (Digitalisat).
- The Subconscious. Houghton, Mifflin and Company, Boston MA u. a. 1906, (Digitalisat).
- The Qualities of Men. An Essay in Appreciation. Houghton Mifflin Company, Boston MA u. a. 1910, (Digitalisat).
- Character and Temperament.D. Appleton and Company, New York NY u. a. 1915, (Digitalisat).